# 恰恩庫夫
恰恩庫夫（波蘭語：Czarnków，發音：[ˈt͡ʂarŋkuf]）是位於波蘭大波蘭省的城市，人口約有一萬人。城市附近多山。在1975年至1998年期間，屬皮瓦省。首次被提及是在12世紀。在1108年被波蘭征服。